# Fedora Legacy
Fedora Legacy（フィドーラ レガシー）は、Linuxディストリビューションの一つ、Red Hat Linuxの後継となった Fedora Project の派生プロジェクト。2007年に解散している。既に公式サポートが終了したRed Hat Linuxと、版ごとに順次公式サポートを終了するFedora Coreに向けて、セキュリティ問題を解決する更新パッケージのみを提供するプロジェクトである。
2003年11月以降、Red Hat LinuxとFedora Coreの公式サポート終了後、どのようなサポートを提供すべきかについての議論が行なわれた。2003年12月31日頃より、Fedora Legacy Projectのホームページが開設された。パッケージの配付はFedora Projectの前身の一つである Fedora Extras（旧称：Fedora Linux）のサーバ・ミラーを使っている。
パッケージの更新ツールは、従来のup2dateではなくFedora Coreから導入されたyumを用いるため、Red Hat Linuxを自動更新したい場合はyumパッケージをインストールして設定する必要がある。
Red Hat Linux 7.2利用者が少ないため、パッケージの提供を2004年7月に終了した。開始前には希望者の要望を待ち、議論も行なわれたりした。
Red Hat Linux 7.3米Red Hat社によるサポートが終了する2004年2月から更新パッケージの提供を開始。2006年12月31日をもって終了。
Red Hat Linux 8.0利用者が少ないため、更新パッケージの提供を2004年7月に終了した。
Red Hat Linux 9Red Hat社によるサポートが終了する2004年5月から更新パッケージの提供を開始。2006年12月31日をもって終了。
Fedora Core 1Fedora Core 3のリリースにあわせて、サポートがFedora Legacy Projectに移管されたが、2006年8月8日をもって終了。
Fedora Core 2Fedora Core 4のリリースにさきがけ、サポートがFedora Legacy Projectに移管されたが、2006年8月8日をもって終了。
Fedora Core 3Fedora Core 5のリリースにさきがけ、サポートがFedora Legacy Projectに移管された。終了済み。
Fedora Core 4Fedora Core 6のリリースにさきがけ、サポートがFedora Legacy Projectに移管された。終了済み。
Fedora Legacy project は現時点ではx86_64アーキテクチャをサポートしていない事に注意されたい。
Fedora Legacy projectではRed Hat LinuxをRed Hat社の公式サポートが終了した時点より最低1年6か月、Fedora CoreについてはFedora Projectの公式サポート終了後の少なくとも2つのバージョンに対してサポートを提供すると表明している。しかし、サポート体制の問題もあり、利用者が少ない場合は Red Hat Linux 7.2 や Red Hat Linux 8.0 のように早期に打ち切られたこともある。また Red Hat Linux 7.3/9や Fedora Core 1 のように当初の予定よりもサポート期間が延長された事もある。

## プロジェクト解散
更に、2006年12月30日、プロジェクトの終了が発表された。また、2007年2月9日、実際にプロジェクトは終了した。